# В’язова (Калузька область)
В’язова (рос. Вязовая) — присілок в Козельському районі Калузької області Російської Федерації.
Населення становить 22 особи. Входить до складу муніципального утворення Село Попелево.

## Історія
Від 2004 року входить до складу муніципального утворення Село Попелево.

## Населення
| 2002 | 2010 |
| ---- | ---- |
| 18   | ↗22  |